# Soap (série de TV)

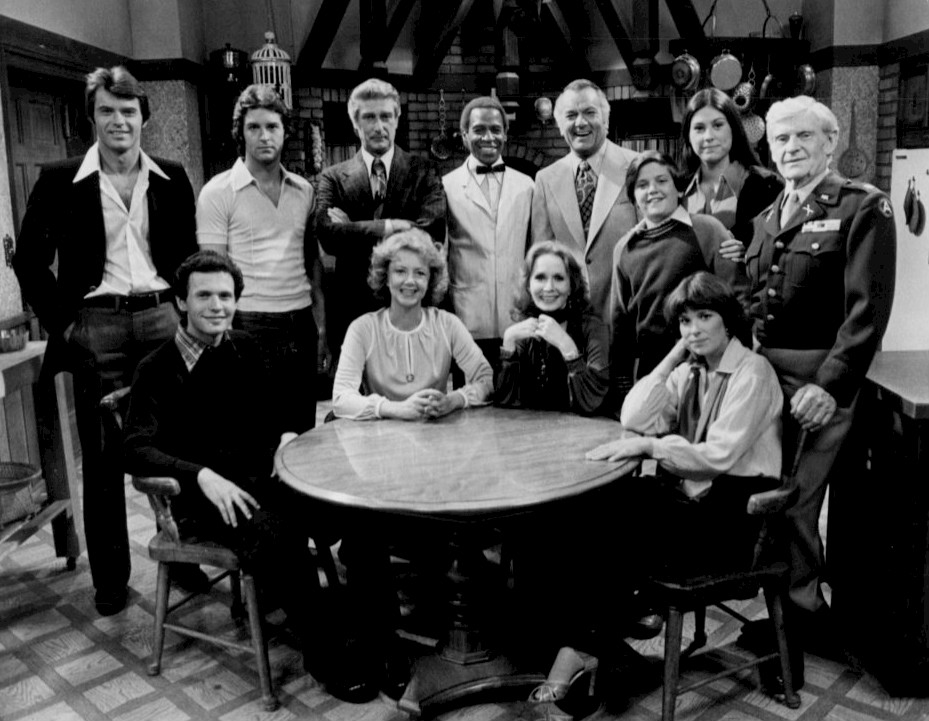
Elenco em 1977

Soap foi uma série de televisão norte-americana da ABC, originalmente transmitida entre 13 de Setembro de 1977 até 20 de Abril de 1981. Era uma paródia às telenovelas do daytime estadunidense, tendo um enredo contínuo centralizado em duas famílias, os Tate e os Campbell. Tinha temas melodramáticos como abdução alienígena, possessão demoníaca, casos extraconjugais, assassinato, rapto, doenças desconhecidas, cultos, amnésia, crime organizado, revoluções comunistas e relações íntimas professor-aluno. Em 2007 foi considerada pela revista TIME como uma das “100 melhores Séries de TV de SEMPRE” e em 2010 os Tate e os Campbell ficaram no 17º lugar na lista "TVs Top Families" da TV Guide.
A série foi criada, escrita e teve como produtora executiva Susan Harris mas também entrou na produção executiva Paul Junger Witt e Tony Thomas. A cada nova temporada, precedia uma retrospectiva de 90 minutos da temporada anterior. Duas destas retrospectivas ficaram disponíveis em formato VHS em 1994 mas não foram incluídas nas versões DVD.
A série teve quatro temporadas e 85 episódios. Oito destes, incluindo os últimos quatro, tiveram a duração de uma hora durante a exibição original na ABC. Mais tarde, estes episódios de uma hora foram divididos em dois nas transmissões seguintes, fazendo com que para a sua redifusão, a série ficasse com 93 episódios no seu total. Tal como a maior parte das sitcoms da época, foi gravada em vídeocassete em vez de filme e todas as temporadas ficaram disponíveis em 4 caixas para DVD Região 1. Ainda hoje a série é retransmitida nos canais locais da redifusão e por cabo nos Estados Unidos.
A série conta com a participação de Katherine Helmond e Cathryn Damon como irmãs e matriarcas das suas respectivas famílias. O elenco contava também com três antigos actores de soap operas. Robert Mandan (Chester Tate), que participara em Search for Tomorrow, e Donnelly Rhodes (Dutch Leitner) que estrelou em The Young and the Restless e finalmente Arthur Peterson Jr. (The Major) que esteve em Guiding Light.

## Legado
Desde o seu cancelamento, a série cresceu em popularidade e é considerada muitas vezes como uma das melhores séries da história da televisão. Muitos dos elogios são devido ao seu elenco excepcionalmente rico. O Museum of Broadcast Communications diz que Soap é um dos trabalhos mais criativos feitos pela estação de televisão. Em 2009, a banda dano-norueguesa Aqua lançou uma música com o título 'Back to the 80s' para o seu álbum Greatest Hits. A letra da música tem várias referências à cultura popular da década de 1980 e em uma delas diz "Back to the eighties, back to Soap. Back to Rocky and Cherry Coke...". O single teve 6 semanas na primeira posição na Dinamarca, chegando ao 3º lugar na Noruega e em 25º na Suécia. Em 2010, o The Huffington Post referiu-se a Soap como uma comédia intemporal e concluiu que "raramente um show ganha tal voz e visão desde o seu primeiro episódio".

## Transmissão em Portugal
A série ficou conhecida por Tudo Em Família, era legendada em português e estreou no dia 11 de Março de 1984 na RTP1.
- Domingos, 23h de 11-03-1984[11] até 05-05-1985;
- Terças-feiras, 23h de 07-05-1985[11] até 29-10-1985, episódio 73[11].

Regressa em 2004 ao canal SIC Comédia onde foi transmitida na íntegra.